# Greasy Neale
Alfred Earle "Greasy" Neale (5 novembre 1891 - 2 novembre 1973) est un entraîneur de football américain qui a été intronisé au Pro Football Hall of Fame en 1969. Il a été l'entraîneur des Eagles de Philadelphie de 1941 à 1950, après avoir été un voltigeur ou joueur de champ extérieur (outfielder) en Ligue majeure de baseball de 1916 à 1924.
Neale est né à Parkersburg, Virginie-Occidentale. Son surnom « greasy » (gras) ne vient pas de son caractère insaisissable sur le terrain de football, il s'en est simplement vu affublé par un ami dans sa jeunesse.
Avant de devenir entraîneur en chef dans la National Football League, Neale connut une carrière de voltigeur au sein de l'équipe de Baseball  des Reds de Cincinnati  tout en pratiquant le football américain lorsque la saison arrivait. Ainsi jouait-il  environ 90 % d'une saison de baseball la plupart des années, à l'exception de 1919 où il joua toute la saison, y compris les World Series 1919. Comme joueur de football, il évolua d'abord en 1918 sous les couleurs de Dayton Triangles puis des Massillon Tigers en 1919 avant de rejoindre les Canton Bulldogs de Jim Thorpe.

Il devint ensuite entraîneur de football américain universitaire, conduisant notamment le Washington and Jefferson College au Rose Bowl en 1922. Greasy poursuivit sa carrière d'entraîneur auprès de l'équipe semi-professionnelle des Ironton Tanks développant son style légendaire, son flair et sa culture de la victoire. Il put s'enorgueillir en 1930 de victoires contre les 2e et 3e de la NFL : les Giants de New York et les Bears de Chicago.
Greasy quitta les Ironton Tanks en 1931 et déménagea à Philadelphie pour devenir entraîneur des Eagles. Il fallut à Neale un certain temps pour rassembler les talents nécessaires pour bâtir une équipe gagnante, mais une fois qu'il eut réuni les bons éléments, les Eagles demeurèrent parmi les meilleurs de la ligue pendant près d'une décennie. En trois ans, Neale conduisait les Eagles à la deuxième place et, trois ans plus tard, ils remportaient leur premier titre de division.

Neale prit particulièrement soin du système défensif des Eagles qui demeura une référence de la ligue pour les années futures. Son organisation défensive a très largement inspiré la défense 4-3 qui a toujours cours dans les équipes d'aujourd'hui.
De 1944 à 1949, les Eagles de Neale terminèrent deuxième à trois reprises et premier à trois reprises. Les Eagles remportèrent le championnat NFL en 1948 et à nouveau en 1949 et furent la seule équipe à remporter ses finales sans encaisser le moindre point.